# Tropaia
Tropaia (em grego:  Τρόπαια) é um vilarejo, unidade municipal e ex-município na Arcádia, Grécia. Em 2011, foi fundido com sete outros municípios para formar o novo município de Gortynia.

## Subdivisões
A unidade municipal Tropaia é dividida nas seguintes comunidades (vilarejos entre parênteses):
- Aetorrachi (Aetorrachi)
- Vyzikio (Vyziki)
- Doxis (Doxa)
- Kallianiou (Kalliani)
- Kastrakio (Kastraki, Fanaraki)
- Livadaki (Livadaki)
- Neohori (Neochori, Bertsia, Nea Daphne, Trani Lakka)
- Perdikoneriou (Perdikoneri, Galatas, Bouliaris, Syriamakos)
- Rahon (Rahes, Toumpitsi)
- Spathari (Spatharis, Kato Spatharis)
- Stavrodromiou (Stavrodromi)
- Tripotamias (Tripotamia, Kapelitsa, Hania)
- Tropaion (Tropaia, Melidoni)
- Choras (Chora, Dodekametro, Elea)